# بخش سدار ولی، شهرستان سنت لوئیس، مینه سوتا
بخش سدار ولی (به انگلیسی: Cedar Valley Township) یک منطقهٔ مسکونی در ایالات متحده آمریکا است که در شهرستان سنت لوئیس، مینه‌سوتا واقع شده‌است.
 بخش سدار ولی ۱۷۹٫۷ کیلومتر مربع مساحت و ۱۹۵ نفر جمعیت دارد و ۳۸۸ متر بالاتر از سطح دریا واقع شده‌است.